# Idaea dirutaria
Idaea dirutaria är en fjärilsart som beskrevs av Fuchs 1901. Idaea dirutaria ingår i släktet Idaea och familjen mätare. Inga underarter finns listade i Catalogue of Life.